# Scribonia
Scribonia (ca. 70 f.Kr. – ca. 16 e.Kr.) var den anden hustru til Octavian, den senere romerske kejser Augustus, og mor til hans eneste biologiske barn, Julia den Ældre. Gennem hende var hun kejser Tiberius' svigermor, oldemor til kejser Caligula og kejserinde Agrippina den Yngre og tipoldemor til kejser Nero.

## Biografi

### Forældre
Scribonias herkomst er uklart. Det vides med sikkerhed, at hendes mors var af Sentia-slægten, som havde været direktører for mønten. Hvem hendes far var er et spørgsmål. Det vides, at hendes far var en vis "Lucius Scribonius Libo". Den mest sandsynlige nævnte mulighed med dette navn var praetor i 80 f.Kr. Hvis dette er rigtigt, så var hun den yngre søster til en bror af samme navn, som var konsul i 34 f.Kr., hvis datter, en anden Scribonia, var gift med Sextus Pompejus. En anden mindre almindelig hypotese er, at hun var en anden datter af konsulen fra 34 f.Kr., snarere end hans søster.

### De første to ægteskaber
Ifølge Sveton var Scribonia gift tre gange, og hendes første to ægtemænd var konsuler. Navnet på den første er ukendt, men en række historikere, herunder Bartolomeo Borghesi, Hermann Dessau, Edmund Groag og Ronald Syme, har foreslået, at han var Gnaeus Cornelius Lentulus Marcellinus, konsul i 56 f.Kr., på grund af eksistensen af en inskription, der henviser til frigjorte slaver fra Scribonia og hendes søn Cornelius Marcellinus efter 39 f.Kr. Dette indikerer, at hun havde en søn fra sit første ægteskab, som boede hos hende, efter hun var blevet skilt fra Octavian. Sveton nævner ham ikke og bekræfter kun hendes børn fra andet og tredje ægteskab, hvilket førte til, at disse historikere har konkluderet, at den unge Marcellinus var død ung.
Da hun var gift anden gang, har dette været nødvendigt at identificere hendes anden ægtemand, som hun fødte Cornelia, hustru til Lucius Aemilius Lepidus Paullus (konsul 34 f.Kr.), og som ville dø det år, hendes bror blev konsul. Da det er blevet antaget, at Cornelius Marcellinus var død ung, måtte en anden bror findes, og forskellige kandidater er blevet foreslået, senest Publius Cornelius Scipio, konsul i 16 f.Kr. Dette ville give os året, hvor den unge Cornelia døde. Der er dog ikke kunnet identificeres nogen konsulfar for denne Cornelia Scipio, hvilket fik Syme til at bemærke, at problemet med at identificere Scribonias ægtemænd "virker uløseligt".
Men som historikeren John Scheid har påpeget, overser de alle, at Sveton klart skriver, at der ikke var nogen børn i hendes første ægteskab. Dette ville betyde, at Cornelius Lentulus Marcellinus var hendes anden mand, ikke hendes første. Cornelias bror var ikke konsul i 16 f.Kr., men konsul i 18 f.Kr., og det var året, hvor Cornelia døde.

### Octavian
I 40 f.Kr. blev Scribonia tvunget til at lade sig skille fra sin anden ægtemand og gifte sig med Octavian, som for nylig havde skilt sig fra sin hustru Claudia.
Octavians motiv for at ægte Scribonia var at cementere en politisk alliance med Sextus Pompejus, ægtemand til Scribonias niece eller søster. Ægteskabet var kort og ulykkeligt. Han lod sig skille fra hende selv samme dag som hun fødte deres datter, Julia den Ældre, hans eneste rigtige barn. Han skulle angiveligt have skrevet, at han "ikke var i stand til at finde sig i hendes spidsfindige indstilling." Han giftede sig igen kort efter med Livia Drusilla. Scribonia selv giftede sig aldrig igen og ser ud til at være blevet ved med at være kendt som Cæsars hustru.
I 6 f.Kr. eller 5. f.Kr. arrangerede Augustus et ægteskab mellem deres barnebarn, Julia den Yngre, med Lucius Aemilius Paullus, Cornelias søn og Scribonias barnebarn, hvilket demonstrerede hans ønske om at bevare forbindelsen med sin anden hustrus familie.
På trods af hendes ry, fremsat af nogle moderne historikere, at hun var "trættende" og "gnaven" baseret på Octavians årsager til skilsmisse, ser hun ud til at have været en skikkelse med en vis anseelse og status. I 16 f.Kr., samme år som hendes søn blev konsul, døde hendes datter Cornelia og blev fik en elegi fremsagt af Properts, hvori Scribonia nævnes.
Sveton bemærker også Scribonias tilknytning til Scribonius Aphrodisius, en slave og elev af Lucius Orbilius Pupillus. Han blev efterfølgende købt af Scribonia, muligvis for at undervise hendes børn eller endda sig selv, og han blev efterfølgende frigivet af hende. Baseret på dette er det muligt, at hun opmuntrede ham og andre som protektor. Aphrodisius er kendt for at have skrevet en nu forsvundet afhandling om retskrivning, som svar toæ til Verrius Flaccus.

### Frivilligt eksil
I 2 f.Kr. blev Julia forvist til Pandateria for utroskab og muligt forræderi. Scribonia fulgte hende frivilligt i eksil. Omkring år 4 e.Kr. fik Julia og Scribonia lov til at vende tilbage til fastlandet og flyttede til Rhegium, hvor Augustus tildelte Julia ejendom og en årlig indkomst. Scribonia forblev sandsynligvis hos hende i de femten år, Julia levede i eksil. Julia døde i 14 e.Kr., kort efter sin fars død. Samtidens historikere er uklare med hensyn til omstændighederne ved hendes død. Mens Dio Cassius peger på, at Tiberius fik hende dræbt, skriver Tacitus, at efter mordet på hendes yngste søn, Agrippa Postumus, blev hun ramt af en voldsom fortvivlelse, og hendes helbred forværredes hurtigt.
Scribonia overlevede sin datter og ser ud til at være vendt tilbage til familiens palæ i Rom.

### De sidste år
Hun var omkring 86, da hun døde. Scribonias sidste kendte aktivitet var omkring år 16, da hendes grandnevø, Marcus Scribonius Libo Drusus, konspirerede mod Tiberius. Hun opfordrede ham til at tage straffen i stedet for at begå selvmord, idet hun fortalte ham: "Hvilken glæde er der ved at udføre en anden mands arbejde?" Drusus lyttede ikke og tog sit eget liv kort efter. Selvom Seneca afviser Scribonias råd og omtaler hende som "gravis femina; gravis", der betyder "værdig og streng" på en gammeldags romersk måde, har moderne historikere rost hende som en eksemplarisk romersk matrone med roen til at hjælpe sin forviste datter Julia og selvmorderisk nevø Scribonius i deres tragiske ulykker.

## Ægteskaber og børn
- En ukendt konsul; ingen børn
- Gnaeus Cornelius Lentulus Marcellinus, konsul 56 f.Kr., døde ca. 49 f.Kr.
  - Publius Cornelius Lentulus Marcellinus, konsul 18 f.Kr.
  - Cornelia (mellem 48 f.Kr. og 41 f.Kr. – 18 f.Kr.)
- Gaius Julius Cæsar Octavianus (Augustus)
  - Julia den Ældre (39 f.Kr. – 14 e.Kr.)

Hendes tipoldebarn, Marcus Junius Silanus Torquatus, blev født i hendes levetid.

## Kulturelle skildringer
- I romanen Jeg, Claudius placerer Robert Graves fejlagtigt Scribonias død kort før Augustus' og Julias, snarere end efter.
- I Allan Massies roman Augustus er hun portrætteret stereotypt; grim, tyk og med manglende tænder. Romanen antyder, at Julias opførsel skyldes hendes mor Scribonia snarere end hendes far Augustus' hykleri.
- Scribonia er en hovedperson i romanen Caesar's Daughter af Edward Burton. Hun er kunstens støtte og nyder det romerske folks popularitet og Augustus' respekt. I modsætning til samtidige og moderne historikeres beretninger, spiller hun en aktiv rolle i Julias liv.
- I Elisabeth Doreds roman Jeg elskede Tiberius skildres Augustus' regeringstid som et diktatur. Scribonia er portrætteret som en moderlig og standhaftig kvinde, der er blevet forbudt enhver kontakt med Julia indtil hendes eksil.
- Hun optræder i den sidste roman i Masters of Rome -serien, Antony and Cleopatra, af Colleen McCullough. Octavius finder hende i første omgang meget attraktiv og behagelig, men vanskeligheder med alliancen og deres ægteskab fører til sammen til dets sammenbrud. I modsætning til samtidige historikere får Scribonia lov til at deltage i Julias uddannelse.
- Scribonia optræder kortvarigt i Cleopatra's Daughter (2009), af Michelle Moran. Hun er i et teater og ser sin datter, Julia, på afstand, fordi de efter skilsmissen ikke fik lov til at se hinanden. Hun er forvist af samfundets fine, der er bange for at gøre Augustus og Livia vrede.
- I Betray the Night: A Novel about Ovid af Benita Kane Jaro portrætteres Scribonia som en ældre kvinde med stor styrke og personlig udmærkelse og mod, der hele sit liv, på trods af de handicap, kvinder er blevet påført, har været en vigtig aktør i den Augustus-periodens fraktions- og familiepolitik.
- I tv-serien Domina (2021) blev Scribonia spillet af Bailey Spalding og Christine Bottomley.